# Embarquement immédiat (album de Claude Nougaro)
Pour les articles homonymes, voir Embarquement immédiat.
Albums de Claude Nougaro
Hombre et Lumière
(1998) Nougaro au Théâtre des Champs-Elysées
(2002)
Embarquement immédiat est un album de Claude Nougaro sorti en janvier 2000.

## Autour de l'album
L'album est réalisé par Yvan Cassar.

## Titres
| 1.  | Jet set                    | Claude Nougaro | Yvan Cassar                                 | 3:15 |
| 2.  | Anna                       | Claude Nougaro | Claude Nougaro                              | 4:03 |
| 3.  | La chienne                 | Claude Nougaro | Yvan Cassar                                 | 2:59 |
| 4.  | Chiffre deux, nombre d'or  | Claude Nougaro | L. Pozo Gonzales, W. Gilbert Fuller         | 4:19 |
| 5.  | Les bas                    | Claude Nougaro | Yvan Cassar                                 | 3:53 |
| 6.  | La vie en noir             | Claude Nougaro | Claude Nougaro                              | 3:02 |
| 7.  | L'île Hélène               | Claude Nougaro | Yvan Cassar                                 | 4:45 |
| 8.  | Mademoiselle maman         | Claude Nougaro | Yvan Cassar                                 | 5:03 |
| 9.  | Langue de bois             | Claude Nougaro | Yvan Cassar                                 | 3:50 |
| 10. | Déjeuner sur l'herbe       | Claude Nougaro | Claude Nougaro                              | 4:23 |
| 11. | Bozambo                    | Claude Nougaro | Claude Nougaro, Yvan Cassar, Éric Chevalier | 3:45 |
| 12. | Ma cheminée est un théâtre | Claude Nougaro | Claude Nougaro                              | 3:40 |

## Musiciens
- Éric Chevalier : arrangements,  clavier, orgue Hammond
- Yvan Cassar : arrangements, clavier, piano, Fender Rhodes
- Louis Winsberg : guitare
- Laurent Vernerey : contrebasse
- Denis Benarrosch  : batterie
- Nicolas Montazaud  : percussion, palmas
- Joe Di Blasse : guitare
- Stéphane Guillaume : saxophone
- Justo Almario : flûte
- Nicolas Giraud : trompette
- Daniel Zimmermann  : trombone
- Frédéric Chatoux  : flûte
- Ronan Le Bars  : Uilleann pipes
- Stefano Di Battista : saxophone
- Moussa Sissokho : sabar
- Leiti M'Baye : sabar
- Esther Dobongma : voix africaine, chœurs
- Valérie Bélinga, Bessy Gordon, Assistan Dembélé : chœurs
- Henri Tournier  : flûte
- Frédéric Attal  : ambiance

- Cordes
- Direction et arrangements Yvan Cassar.

- Christophe Guiot : premier violon
- Guy Paul Romby : copiste

- Big band
- Direction Yvan Cassar + arrangements (avec Pierre Bertrand).

- Arturo Velasco  : trombone
- George Bohanan  : trombone
- David Stout  : trombone
- Les Benedict  : trombone
- Rich Bullock  : trombone
- Ray Herrman : saxophone
- Justo Almario : saxophone
- Jeff Clayton : saxophone
- Gerald Albright : saxophone
- Don Markese : saxophone
- Harold Asschman : cor
- Paul Loredo  : cor
- Gregory Williams  : cor
- Bob Watt : cor
- Ramon Flores  : trompette
- Dan Fornero  : trompette
- Dave Trigg  : trompette
- Harry Kim  : Trompette